# Donnaldsoncythere truncata
Donnaldsoncythere truncata är en kräftdjursart som beskrevs av Hobbs och Walton 1963. Donnaldsoncythere truncata ingår i släktet Donnaldsoncythere och familjen Entocytheridae. Inga underarter finns listade i Catalogue of Life.